# Ligne 10 du tramway de Bâle
La ligne 10 du tramway de Bâle est l'une des lignes du tramway de Bâle, en Suisse. C'est l'une des six lignes de tramway internationales au monde avec celles de : Sarrebruck (Allemagne) à Sarreguemines (France) ; Strasbourg (France) à Kehl (Allemagne) ; Bâle (Suisse) à Weil am Rhein (Allemagne) ; Bâle (Suisse) à Saint-Louis (France) et Genève (Suisse) à Annemasse (France).

## Histoire
En 1902, la ligne ferroviaire à voie étroite Basel-Dornach est ouverte : elle commence son parcours à Aeschenplatz (à Bâle) et passe par Arlesheim et Dornachbrugg. Elle est exploitée jusqu'au 31 décembre 1915 par B.St.B (Basler Strassenbahnen, « Tramways de Bâle », plus tard Basler Verkehrs-Betriebe ou BVB). L'exploitation de la ligne, par le même parcours, reprend le 31 décembre 1974. La couleur jaune à rayures rouges de sa livrée la distingue des tramways verts habituels de la BVB.
En 1984, la ligne ferroviaire Bâle-Rodersdorf qui autrefois était exploitée par la Birsigthalbahn (BTB), est convertie pour fonctionner avec les tramways. En 1986, il a été raccordé au réseau du tramway urbain. À cette époque également, la ligne 10 a été prolongée au-delà d'Aeschenplatz vers Rodersdorf. Il a été étendu à Rodersdorf quand BLT a pris le contrôle de l'ex-BTB ligne 17 à partir de Rodersdorf (Canton de Soleure) à Heuwaage en 1986. En 2001, les deux lignes 10 et 11 ont été redirigées via Bâle CFF, lorsque complétée une extension BLT pour Münchensteinerstrasse par Peter Merian.
Le mercredi 2 novembre 2011 à 23h35 sur le chemin de Dornach, le tram a déraillé et s'est écrasé sur une maison à Tramstrasse après l'arrêt Münchenstein Dorf, blessant six personnes et causant des dommages évalués à plus de 100 000 francs suisses.

## Les arrêts de la ligne 10 du tramway
La ligne compte 40 stations allant de Rodersdorf à Dornach. Il s'agit de la ligne la plus longue avec près de 26 kilomètres[réf. nécessaire]. Elle présente la particularité de desservir le village français de Leymen (Saint-Louis et Huningue étaient précédemment également reliés jusqu'en 1958).

Plan de la ligne.

|  |   |  | Station               | Lat/Long                    | Commune         | Correspondances                                                 |
|  | - |  | --------------------- | --------------------------- | --------------- | --------------------------------------------------------------- |
|  | ■ |  | Rodersdorf            | 47° 28′ 52″ N, 7° 27′ 34″ E | Rodersdorf      |                                                                 |
|  | • |  | Leymen                | 47° 29′ 34″ N, 7° 29′ 06″ E | Leymen (F)      |                                                                 |
|  | • |  | Flüh                  | 47° 29′ 21″ N, 7° 29′ 57″ E | Hofstetten-Flüh | 68, 69                                                          |
|  | • |  | Bättwil               | 47° 29′ 21″ N, 7° 30′ 36″ E | Bättwil         |                                                                 |
|  | • |  | Witterswil            | 47° 29′ 15″ N, 7° 31′ 18″ E | Witterswil      |                                                                 |
|  | • |  | Sonnenrain            | 47° 29′ 13″ N, 7° 31′ 43″ E | Witterswil      |                                                                 |
|  | • |  | Ettingen              | 47° 29′ 01″ N, 7° 32′ 46″ E | Ettingen        | 17 68                                                           |
|  | • |  | Känelmatt             | 47° 29′ 42″ N, 7° 33′ 16″ E | Therwil         | 17                                                              |
|  | • |  | Therwil               | 47° 29′ 57″ N, 7° 33′ 26″ E | Therwil         | 17 62, 64                                                       |
|  | • |  | Hüslimatt             | 47° 30′ 24″ N, 7° 33′ 19″ E | Oberwil         | 17 61, 64                                                       |
|  | • |  | Oberwil               | 47° 30′ 53″ N, 7° 33′ 33″ E | Oberwil         | 17 59, 60, 61, 64                                               |
|  | • |  | Stallen               | 47° 31′ 08″ N, 7° 33′ 48″ E | Oberwil         | 17                                                              |
|  | • |  | Bottmingen            | 47° 31′ 27″ N, 7° 34′ 18″ E | Bottmingen      | 17 34, 37, 47, 59, 60                                           |
|  | • |  | Batteriestrasse       | 47° 31′ 39″ N, 7° 34′ 24″ E | Bottmingen      | 17                                                              |
|  | • |  | Bottmingermühle       | 47° 31′ 55″ N, 7° 34′ 24″ E | Binningen       | 17                                                              |
|  | • |  | Binningen             | 47° 32′ 14″ N, 7° 34′ 31″ E | Binningen       | 17                                                              |
|  | • |  | Binningen Oberdorf    | 47° 32′ 25″ N, 7° 34′ 34″ E | Binningen       | 17                                                              |
|  | • |  | Dochenbach            | 47° 32′ 37″ N, 7° 34′ 41″ E | Binningen       | 17                                                              |
|  | • |  | Zoo                   | 47° 32′ 56″ N, 7° 34′ 59″ E | Bâle            | 17                                                              |
|  | • |  | Heuwaage              | 47° 33′ 05″ N, 7° 35′ 17″ E | Bâle            | 6 E11 16                                                        |
|  | • |  | Theater               | 47° 33′ 11″ N, 7° 35′ 23″ E | Bâle            | 6 E11 16 17                                                     |
|  | • |  | Bankverein            | 47° 33′ 12″ N, 7° 35′ 33″ E | Bâle            | 1 2 3 8 11 E11 14 15                                            |
|  | • |  | Aeschenplatz          | 47° 33′ 05″ N, 7° 35′ 42″ E | Bâle            | 3 8 11 E11 14 15 37, 80, 81                                     |
|  | • |  | Bahnhof SBB           | 47° 32′ 54″ N, 7° 35′ 25″ E | Bâle            | 1 2 8 11 30, 48/50 Gare de Bâle CFF, Gare de Bâle SNCF S1 S3 S6 |
|  | • |  | Peter Merian          | 47° 32′ 43″ N, 7° 35′ 46″ E | Bâle            | 11                                                              |
|  | • |  | Münchensteinerstrasse | 47° 32′ 35″ N, 7° 35′ 59″ E | Bâle            | 11 E11                                                          |
|  | • |  | M Parc                | 47° 32′ 20″ N, 7° 36′ 24″ E | Bâle            | 11 E11                                                          |
|  | • |  | Dreispitz             | 47° 32′ 14″ N, 7° 36′ 31″ E | Bâle            | 11 E11 36, 37, 37 Gare de Bâle-Dreispitz S3                     |
|  | • |  | Neue Welt / Grün 80   | 47° 31′ 44″ N, 7° 36′ 51″ E | Münchenstein    | 60, 63                                                          |
|  | • |  | Birseckstrasse        | 47° 31′ 30″ N, 7° 36′ 59″ E | Münchenstein    | 63                                                              |
|  | ■ |  | Zollweiden            | 47° 31′ 24″ N, 7° 37′ 02″ E | Münchenstein    |                                                                 |
|  | • |  | Hofmatt               | 47° 31′ 10″ N, 7° 37′ 06″ E | Münchenstein    | 58, 63                                                          |
|  | • |  | Elektra Birseck       | 47° 30′ 58″ N, 7° 37′ 09″ E | Münchenstein    | 58, 63                                                          |
|  | • |  | Münchenstein Dorf     | 47° 30′ 44″ N, 7° 37′ 10″ E | Münchenstein    |                                                                 |
|  | • |  | Brown Boveri          | 47° 30′ 27″ N, 7° 37′ 03″ E | Arlesheim       |                                                                 |
|  | • |  | Baselstrasse          | 47° 30′ 07″ N, 7° 37′ 08″ E | Arlesheim       |                                                                 |
|  | • |  | Im Lee                | 47° 29′ 52″ N, 7° 37′ 09″ E | Arlesheim       |                                                                 |
|  | • |  | Arlesheim Dorf        | 47° 29′ 40″ N, 7° 37′ 07″ E | Arlesheim       | 64                                                              |
|  | • |  | Stollenrain           | 47° 29′ 35″ N, 7° 36′ 41″ E | Arlesheim       |                                                                 |
|  | ■ |  | Dornach Bahnhof       | 47° 29′ 24″ N, 7° 36′ 39″ E | Arlesheim       | 62, 63, 64, 65, 66, 67 Gare de Dornach-Arlesheim S3             |